# Reyero
Reyero település Spanyolországban, León tartományban. Lakosainak száma 128 fő (2024).

## Földrajza
Reyero Boñar, Puebla de Lillo és Crémenes községekkel határos.

## Népesség
A település lakosságának változását az alábbi diagram mutatja:
| Lakosok száma | 164  | 146  | 124  | 128  | 129  | 120  | 125  | 116  | 125  | 128  |
|               | 2001 | 2004 | 2007 | 2009 | 2012 | 2014 | 2017 | 2019 | 2022 | 2024 |